# Kollagen-Typ 26α1
Kollagen Typ XXVI, alpha 1 ist ein Kollagen, das vom Gen COL26A1 codiert wird. Es bildet Homotrimere, die wiederum Kollagenfibrillen vom Typ XXVI formen.

## Eigenschaften
Kollagen Typ XXV, alpha 1 beinhaltet eine Emilin-Domäne und zwei kollagene Abschnitte. Es wird in den Hoden und in den Eierstöcken exprimiert. Die Kollagenase 5-Benzamido-4-hydroxy-6-phenylhexanoyl-Pro-Ala (XXVI) wird bei Clostridium histolyticum durch Aldehyd- und Keton-Substratanaloga inhibiert.
COL26A1 wird oftmals mit der Bildung von Nasenpolypen in der Nasenhöhle assoziiert.